# إدريس شاه
إدريس شاه (1924 - 1996 م) هو كاتب ومتصوف أفغاني. ولد في سيملا في الهند لأب هو سردار إقبال علي شاه وهو أفغاني الأصل، غير أنه ترعرع في نواحي لندن. له مؤلفات عديدة ترجمت إلى أكثر من 12 لغة، وبيع منها أكثر من 15 مليون نسخة. أشهر آثاره هو كتاب «الصوفيون» (بالإنجليزية: The Sufis)‏ وقد ترجمها بيومي قنديل إلى العربية (المجلس الأعلى للثقافة، 2005 م)، وكتاب طريقة الصوفي، الذي ترجمته سماء زكي المحاسني ونشرته «منشورات بيروت» سنة 1989.
وُلد شاه في الهند البريطانية، وهو سليل عائلة من النبلاء الأفغان من جهة والده وأم اسكتلندية، ونشأ بشكل أساسي في إنجلترا. ركزت كتاباته المبكرة على السحر والشعوذة. في عام 1960 أسس دار نشر، مطبعة أوكتاجون، وأنتج ترجمات لكلاسيكيات الصوفية بالإضافة إلى عناوين خاصة به. كان عمله الأساسي «الصوفيون» الذي ظهر عام 1964 ولاقى قبولًا دوليًا. في عام 1965، أسس شاه معهد البحوث الثقافية، وهي مؤسسة خيرية تعليمية مقرها لندن مكرسة لدراسة السلوك والثقافة البشرية. تأسست منظمة مماثلة، معهد دراسة المعرفة البشرية، في الولايات المتحدة تحت إدارة روبرت أورنستين أستاذ علم النفس بجامعة ستانفورد، الذي عينه شاه نائبه في الولايات المتحدة.
في كتاباته، قدم شاه الصوفية كشكل عالمي من الحكمة التي سبقت الإسلام. أكد على أن الصوفية لم تكن جامدة ولكنها كانت تتكيف دائمًا مع الوقت والمكان والناس الحاليين، فقد صاغ تعاليمه بمصطلحات نفسية غربية. استخدم شاه بشكل مكثف القصص والأمثال التعليمية التقليدية، وهي نصوص تحتوي على طبقات متعددة من المعاني مصممة لإثارة البصيرة والتأمل الذاتي في القارئ. ربما اشتهر بمجموعاته من قصص الملا نصر الدين الفكاهية.
تعرض شاه في بعض الأحيان لانتقادات من قبل المستشرقين الذين شككوا في مؤهلاته وخلفيته. كان دوره في الجدل الدائر حول ترجمة جديدة لرباعيات عمر الخيام، التي نشرها صديقه روبرت غريفز وشقيقه الأكبر عمر علي شاه، بإخضاعها لتدقيق خاص. ومع ذلك، كان لديه أيضًا العديد من المدافعين البارزين، وعلى رأسهم الروائية دوريس ليسينج. اعتُرف بالشاه كمتحدث باسم الصوفية في الغرب وحاضر كأستاذ زائر في عدد من الجامعات الغربية. لعبت أعماله دورًا مهمًا في تقديم الصوفية كشكل من أشكال الحكمة الروحية التي يمكن للأفراد الوصول إليها وليس بالضرورة مرتبطة بأي دين معين.

## حياته

### عائلته والنشأة
ولد إدريس شاه في شيملا، وهي مقاطعة في البنجاب، الهند البريطانية، لأب أفغاني هندي من أصول بشتونية؛ سيردار إقبال علي شاه كاتب ودبلوماسي وأم إسكتلندية هي سايرا اليزابيث لويزا شاه. عائلته من جهة الأب هم من السادة الموسويين. كان منزل أجدادهم بالقرب من حدائق باغمان في كابول، أفغانستان. كان جده لأبيه، سيد أمجد علي شاه، نائب ساردانا في ولاية أوتار براديش شمال الهند، وهو لقب وراثي اكتسبته العائلة بفضل الخدمات التي قدمها سلف سابق، جان فيشان خان، إلى البريطانيين.

نشأ شاه بشكل أساسي بالقرب من لندن. وفقًا لروشبروك ويليامز، بدأ شاه في مرافقة والده في رحلاته منذ صغره، وعلى الرغم من سفرهما على نطاق واسع وفي كثير من الأحيان، فقد عادوا دائمًا إلى إنجلترا، حيث أقامت العائلة منزلهم لسنوات عديدة. من خلال هذه الرحلات، التي كانت غالبًا جزءًا من عمل إقبال علي شاه الصوفي، تمكن شاه من مقابلة رجال دولة بارزين وشخصيات مميزة في كل من الشرق والغرب وقضاء الوقت معهم. كتب ويليامز:
«قُدمت مثل هذه التنشئة لشاب يتمتع بذكاء ملحوظ، مثل إدريس شاه الذي سرعان ما أثبت أنه يمتلك، العديد من الفرص لاكتساب نظرة دولية حقيقية، ورؤية واسعة، والانخراط مع الأشخاص والأماكن التي يستطيع أي دبلوماسي محترف أن يفعلها في سن متقدمة. وتجربة أطول قد يُحسد عليها. لكن مهنة الدبلوماسية لم تجذب إدريس شاه...».
وصف شاه نشأته غير التقليدية في مقابلة مع بي بي سي عام 1971 مع بات ويليامز. ووصف كيف حاول والده وعائلته الممتدة وأصدقائه دائمًا تعريض الأطفال لتأثيرات متعددة ومجموعة واسعة من الاتصالات والتجارب بهدف تخليق شخص جيد البصيرة. ووصف شاه هذا بأنه النهج الصوفي للتعليم.
بعد أن انتقلت عائلته من لندن إلى أكسفورد في عام 1940 هربًا من القصف الألماني، أمضى شاه عامين أو ثلاثة أعوام في مدرسة أوكسفورد الثانوية للبنين. في عام 1945، رافق والده إلى أوروغواي كسكرتير لمهمة والده للحوم الحلال. عاد إلى إنجلترا في أكتوبر 1946، بعد مزاعم بالتعامل التجاري غير اللائق.

### حياته الشخصية
تزوج شاه من سينثيا (كاشفي) كابراجي الفارسية الزرادشتية، ابنة الشاعر الهندي فريدون كابراجي، عام 1958؛ أنجبا ابنة، سايرة شاه، عام 1964، وتلاها توأمان -ولد هو طاهر شاه، وابنة أخرى، صفية شاه- عام 1966.
قرب نهاية خمسينيات القرن الماضي، أقام شاه اتصالات مع دوائر الويكا في لندن ثم عمل كسكرتير ورفيق لجيرالد جاردنر، مؤسس الويكا الحديثة، لبعض الوقت. في تلك الأيام، اعتاد شاه أن يحاكم أي شخص مهتم بالصوفية على طاولة في مطعم كوزمو في الكوخ السويسري (شمال لندن) مساء كل ثلاثاء.
في عام 1960، أسس شاه دار النشر الخاصة به، مطبعة أوكتاجون. كان أحد عناوينها الأولى هو سيرة جاردنر «جيرالد جاردنر، الساحر». نُسب الكتاب إلى أحد أتباع جاردنر، جاك ل. براسيلين، لكن في الحقيقة كتبه شاه.

وفقًا لويكا فريدريك لاموند، استُخدم اسم براسيلين لأن شاه لم يكن يريد إرباك طلابه الصوفيين من خلال رؤيته مهتمًا بتقليد باطني آخر. قال لاموند إن شاه يبدو أنه أصيب بخيبة أمل إلى حد ما من جاردنر، وأخبره ذات يوم عندما كان في زيارة لتناول الشاي:
«عندما كنت أجري مقابلة مع جيرالد، كنت أتمنى أحيانًا أن أكون صحفيًا في مجلة أخبار العالم. يا لها من مادة رائعة للعرض! ومع ذلك، لدي سلطة جيدة أن هذه المجموعة ستكون حجر الزاوية في دين العصر القادم. لكن بعقلانية لا أستطيع رؤية ذلك بعقلانية!»
في يناير 1961، أثناء رحلة إلى مايوركا مع جاردنر، التقى شاه بالشاعر الإنجليزي روبرت غريفز. كتب شاه إلى غريفز من منزله التقاعدي في بالما يطلب فيه فرصة التحية قبل أن يمر الوقت. وأضاف أنه يجري حاليًا بحثًا عن أديان النشوة، وأنه كان يحضر... تجارب قام بها السحرة في بريطانيا، في تناول الفطر وما إلى ذلك؛ وهو موضوع كان محل اهتمام غريفز لبعض الوقت.
كما أخبر شاه غريفز أنه مشغول بشدة في الوقت الحالي بالمضي قدمًا في المعرفة البديهية والنشوة. سرعان ما أصبح غريفز وشاه صديقين مقربين. أبدى غريفز اهتمامًا داعمًا بمهنة شاه في الكتابة وشجعه على نشر معالجة موثوقة للصوفية للقراء الغربيين، جنبًا إلى جنب مع الوسائل العملية لدراستها؛ كان هذا ليصبح كتاب الصوفيون. تمكن شاه من الحصول على تقدم كبير في الكتاب، وحل الصعوبات المالية المؤقتة.
في عام 1964، ظهر كتاب الصوفيون، الذي نشرته دار دابلداي، بمقدمة طويلة بقلم روبرت غريفز. يؤرخ الكتاب تأثير الصوفية على تطور الحضارة والتقاليد الغربية من القرن السابع فصاعدًا من خلال أعمال شخصيات مثل روجر بيكون ويوحنا الصليب وريموند لولي وتشوسر وغيرهم، وقد أصبح عملًا كلاسيكيًا. مثل كتب شاه الأخرى حول هذا الموضوع، كان الصوفيون بارزين في تجنب المصطلحات التي ربما تكون قد حددت تفسيره للصوفية بالإسلام التقليدي.

## روابط خارجية
- إدريس شاه على موقع IMDb (الإنجليزية)